# حسین‌آباد مدوار
حسین‌آباد مدوار یک منطقهٔ مسکونی در ایران است که در بخش مرکزی شهرستان شهربابک واقع شده‌است. حسین‌آباد مدوار ۲۰ نفر جمعیت دارد.